# Сокольський район (Нижньогородська область)
Сокольський район (рос. Сокольский район) - адміністративно-територіальне утворення і муніципальне утворення зі статусом міського округу в північно-західній частині Нижньогородської області Росії.
Адміністративний центр - робітниче селище Сокольське.

## Населення
| 1959    | 1970    | 1979    | 1989    | 2002    | 2003    | 2008    |
| ------- | ------- | ------- | ------- | ------- | ------- | ------- |
| 31 905  | ↘26 370 | ↘21 286 | ↘19 559 | ↘16 137 | ↗16 600 | ↘14 766 |
| 2009    | 2010    | 2011    | 2012    | 2013    | 2014    | 2015    |
| ↘14 567 | ↘14 139 | ↘14 045 | ↘13 894 | ↘13 705 | ↘13 526 | ↘13 341 |
| 2016    | 2017    | 2018    | 2019    |         |         |         |
| ↘13 213 | ↘13 136 | ↘13 019 | ↘12 834 |         |         |         |